# Pantserponen
Pantserponen (Peristediidae) zijn een familie van straalvinnige vissen uit de orde van Schorpioenvisachtigen (Scorpaeniformes).

## Geslachten
- Gargariscus H. M. Smith, 1917
- Heminodus H. M. Smith, 1917
- Paraheminodus Kamohara, 1958
- Peristedion Lacépède, 1801
- Satyrichthys Kaup, 1873
- Scalicus D. S. Jordan, 1923